# Paolo Vidoz
Paolo Vidoz est un boxeur italien né le 21 août 1970 à Gorizia.

## Carrière
Médaillé de bronze aux championnats du monde de boxe amateur à Budapest en 1997 et à Houston en 1999 puis aux Jeux olympiques de Sydney en 2000 dans la catégorie super-lourds, il passe professionnel en 2001 et devient champion d'Italie l'année suivante puis champion d'Europe EBU des poids lourds en 2005.

## Parcours auxJeux olympiques
Jeux olympiques d'été de 2000 à Sydney (poids super-lourds) :
- Bat Calvin Brock (États-Unis) par arrêt de l'arbitre au 4e round
- Bat Samuel Peter (Nigeria) aux points (14-3)
- Perd contre Audley Harrison (Grande-Bretagne) aux points (16-32)